# Chiesa di San Giovanni Battista (Rezzato)
La chiesa di San Giovanni Battista è la parrocchiale di Rezzato, in provincia e diocesi di Brescia; fa parte della zona pastorale di Rezzato.

## Storia
Originariamente Rezzato dipendeva direttamente dal pievenato urbano di Brescia, il cui perno era la cattedrale cittadina; nell'XI-XII secolo venne costruito un battistero, dedicato a san Giovanni Battista, alla base della collina in cima alla quale vi era invece la chiesetta di San Pietro.

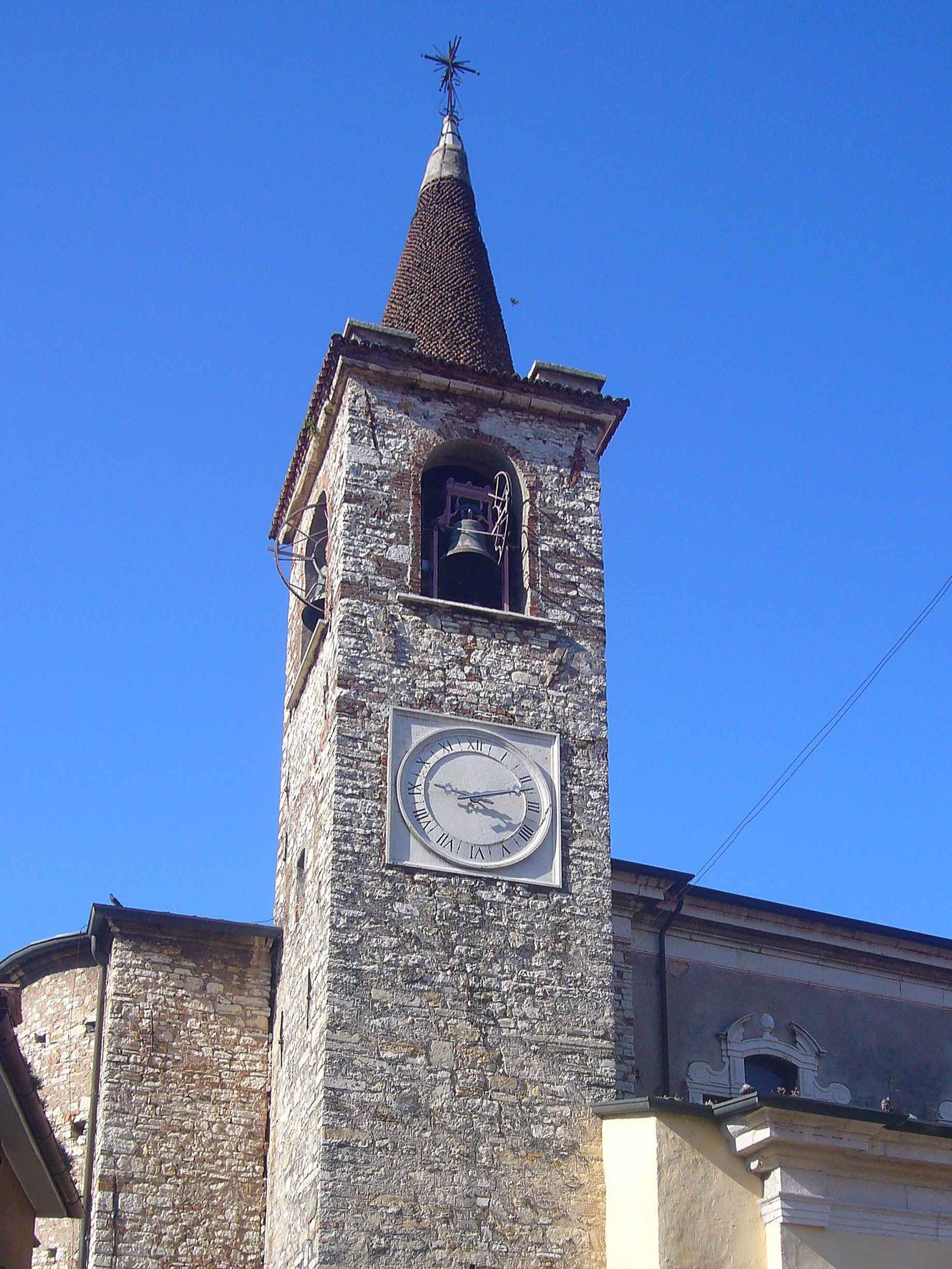
Il campanile

Nel Trecento venne edificata, accanto al suddetto battistero, una nuova chiesa, parimenti dedicata, grazie all'interessamento del nobile Giovanni Pietro Lechi de Morari.
Questa struttura, però, alla fine del XVI secolo versava in pessime condizioni, ma l'unanime decisione di costruire una nuova chiesa fu presa durante una seduta del consiglio comunale appena nel 1631 e nel medesimo anno avvenne la posa della prima pietra; i lavori furono ultimati nel 1682 con il completamento della facciata e il 5 novembre 1724 il vescovo di Brescia Fortunato Morosini impartì la consacrazione.
Nel frattempo, nel 1702, il vescovo Marco Dolfin, durante la sua visita pastorale, aveva trovato che la parrocchiale, in cui erano collocati otto altari e avevano sede le due scuole del Santissimo Sacramento e del Santissimo Rosario e la compagnia di Santa Maria del Suffragio, aveva come filiali il santuario Beata Vergine di Valverde, la chiesa di San Pietro e gli oratori di San Nicola, di Sant'Antonio da Padova, di San Pancrazio, di San Faustino, e di San Giacomo.
Nel 1928 venne posato il nuovo pavimento, che fu poi restaurato nel 1931, anno in cui Luigi Morgari eseguì l'apparato pittorico della parrocchiale.
Un nuovo intervento di restauro interessò la chiesa e il campanile nel 1986; il 14 aprile 1989, come stabilito dal Direttorio diocesano per le zone pastorali stabilito dal vescovo Bruno Foresti, la parrocchia confluì nella zona pastorale di Rezzato, istituita con la trasformazione del precedente omonimo vicariato.
Negli anni novanta, in ossequio alle norme postconciliari, la chiesa fu dotata dell'altare rivolto verso l'assemblea.

## Descrizione

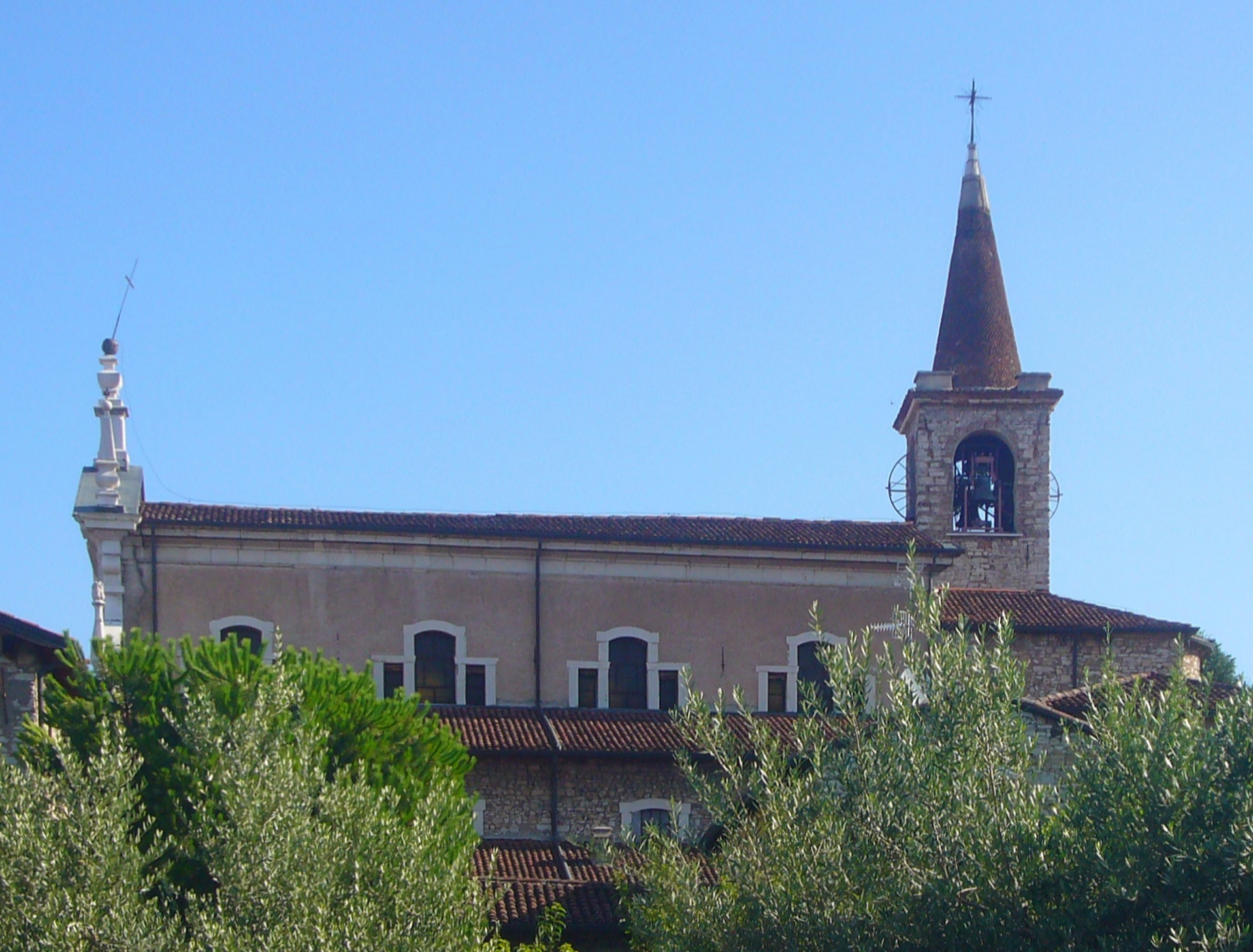
Il fianco meridionale della chiesa

### Esterno
La facciata a salienti della chiesa, rivolta a occidente, è suddivisa da una cornice marcapiano modanata in due registri, entrambi scanditi da lesene d'ordine tuscanico; quello inferiore presenta centralmente il portale d'ingresso, sormontato dal timpano curvilineo, e ai lati due nicchie vuote, mentre quello superiore, affiancato da volute, è caratterizzato da un finestrone e coronato dal frontone di forma triangolare.
Annesso alla parrocchiale è il campanile romanico in pietra a pianta quadrata, la cui cella presenta su ogni lato una monofora ed è coronata dalla guglia piramidale a base circolare.

### Interno

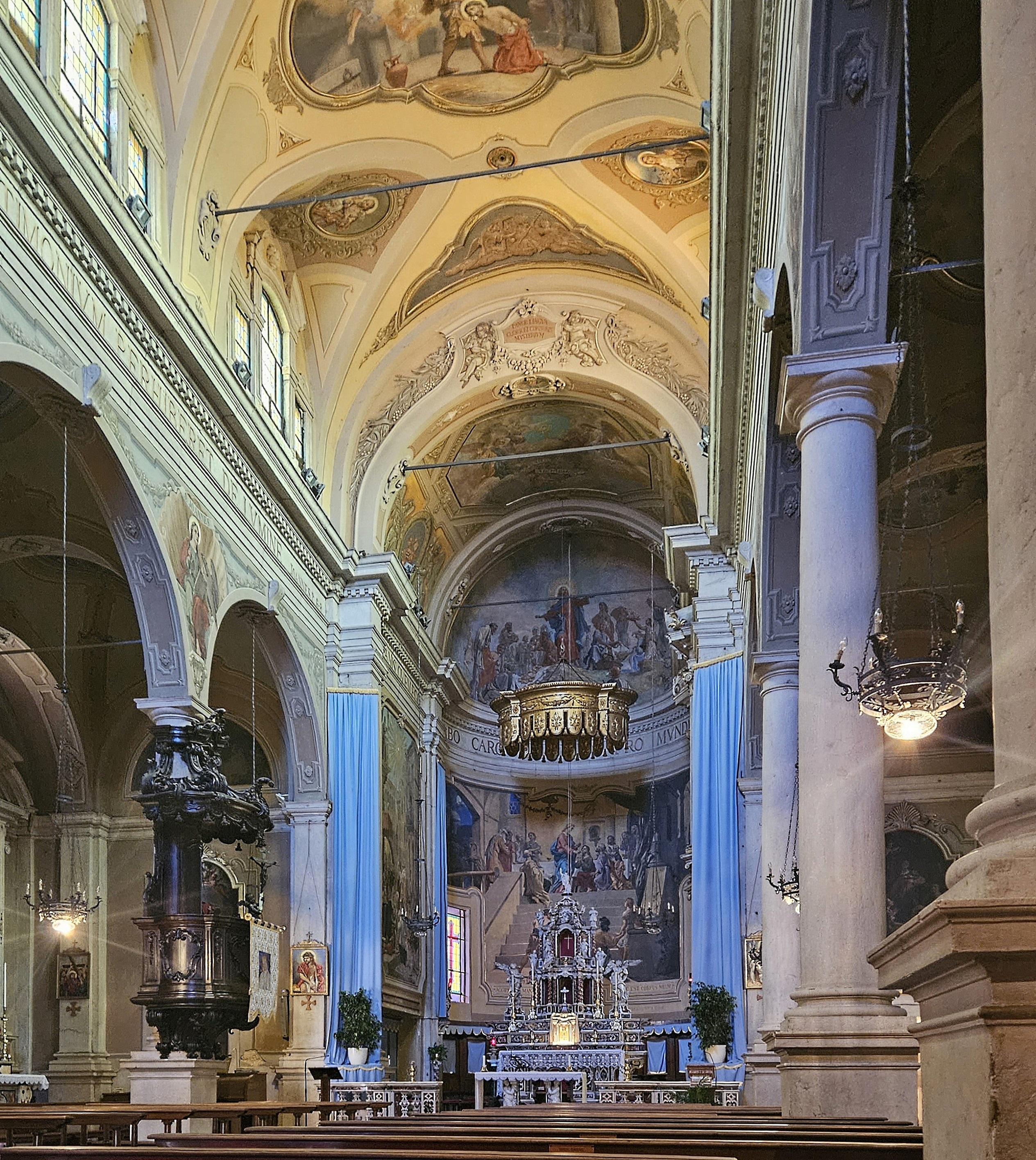
L'interno

L'interno dell'edificio è suddiviso in tre navate da colonne sorreggenti degli archi a tutto sesto, sopra i quali corre la cornice modanata, dentellata e aggettante su cui si impostano le volte a vela decorate da affreschi; al termine dell'aula si sviluppa il presbiterio, rialzato di alcuni gradini gradini, delimitato da balaustre, coperto da volta a botte e chiuso dall'abside di forma semicircolare.
Qui sono conservate diverse opere di pregio, tra le quali l'altare maggiore, costruito da Vincenzo Baroncini nel 1735, un Crocifisso, attribuito a Maffeo Olivieri ed attorniato dalle due statue dell'Addolorata e di San Giovanni, la tela con soggetto Sant'Anna, eseguita da Sante Cattaneo, la pala della Deposizione con Santa Lucia, l'affresco ritraente l'Ultima Cena, eseguito da Luigi Morgari, una pala firmata da Pietro Marone, e i tre medaglioni che rappresentano la nascita, la predicazione e la morte di san Giovanni Battista.